# Василиу, Гиоргос
Гиоргос Василиу (греч. Γεώργιος Βασιλείου; 12 июня 1984, Лимасол, Кипр) — кипрский футболист, защитник. Выступал за сборную Кипра.

## Биография

### Клубная карьера
На профессиональном уровне выступает с 2002 года. Свой первый сезон на взрослом уровне провёл в составе клуба высшей лиги Кипра «Арис» Лимасол, однако по его итогам команда вылетела во второй дивизион. Вскоре «Арис» вернулся в высшую лигу и в дальнейшем неоднократно вылетал и поднимался обратно. В 2008 году, после очередного вылета «Ариса», Василиу перешёл в другой клуб высшей лиги АЕП, но спустя год вновь оказался в «Арисе». Летом 2012 года подписал контракт с клубом «Аполлон», также представляющий город Лимасол.

### Карьера в сборной
Активно вызывался в сборную Кипра с 2011 по 2013 годы. Дебютировал в её составе 11 ноября 2011 года в товарищеском матче со сборной Шотландии, в котором вышел на замену на 74-й минуте вместо Синиши Добрашиновича. С 2014 года практически не вызывался в сборную и вернулся в её лишь в 2017 году, сыграв в двух товарищеских матчах со сборными Грузии и Армении. В 2018 году принял участие в двух матчах сборной Кипра в Лиге наций УЕФА.

## Достижения
«Арис» Лимасол
- Победитель Второй лиги Кипра: 2010/2011

«Аполлон» Лимасол
- Обладатель Кубка Кипра (3): 2012/2013, 2015/2016, 2016/2017